# Duivelsberg (Zeeland)
De Duivelsberg, ook wel Wijnberg of Eliwerve genoemd, was een kasteelheuvel (ook wel een motte genoemd) in het Nederlandse dorp Kapelle, provincie Zeeland. Op deze motte stond in de middeleeuwen een eenvoudig kasteel. Nadat het kasteel was verdwenen, werd in de 15e eeuw naast de motte een stenen huis gebouwd. Later stond er op de motte nog een boerderij, maar deze is in de 19e eeuw afgebroken waarbij de kasteelheuvel grotendeels is afgegraven. 

## Geschiedenis
De eerste bewoning vond plaats op een natuurlijke geulafzetting. In de 12e eeuw is deze geulafzetting kunstmatig opgehoogd tot een vliedberg, waarschijnlijk wegens een overstroming in 1134. Op de vliedberg zal een kleine hoeve zijn gebouwd.
In de 13e eeuw is de vliedberg verder opgehoogd, zodat een omgrachte, verdedigbare motte ontstond. Op de motte is waarschijnlijk een toren gebouwd, eerst in hout en later in baksteen. De motte was ongeveer 10 meter hoog, met een plateau van 14 meter in doorsnee, terwijl de gehele heuvel een diameter had van 30 tot 34 meter. Over de gracht lag een houten toegangsbrug. Aan de westkant van de motte was een voorburcht aangelegd. Wanneer het kasteel is verdwenen, is niet bekend.
In de 15e eeuw stond op de voormalige voorburcht een omgracht stenen huis. Dit huis was in eigendom van de familie Hillewerve. Waarschijnlijk is het huis vóór 1583 afgebroken: de oudste overloper dateert namelijk uit 1583 en vermeldt het huis niet. Overigens was de familie Hillewerve ook na die tijd nog actief in Kapelle. Het is niet bekend waarom het stenen huis zo kort heeft bestaan. Mogelijk lag dit aan de heren van Maalstede die op het naburige kasteel woonden: het is aannemelijk dat zij het omgrachte huis van de familie Hillewerve als ongewenste concurrentie beschouwden.
Ergens tussen 1700 en 1747 werd op de motteheuvel de hofstede Eliwerve gebouwd. Ondanks de naamgeving zal de familie Hillewerve hier niet bij betrokken zijn geweest. In 1840/1841 werd de hofstede afgebroken en is de bovenkant van de heuvel afgegraven.
In 1986 vond er archeologisch onderzoek plaats op de kasteellocatie vanwege de geplande aanleg van de woonwijk Eliwerve.
Van de motteheuvel is een lage verhoging bewaard gebleven die onderdeel uitmaakt van een parkje. De voorburcht en het 15e-eeuwse stenen huis zijn verdwenen onder bebouwing en een geluidswal.

## Naam
De locatie heeft in de loop der tijd een drietal namen gehad:
- De naam Duivelsberg werd in 1696 genoemd door de auteur Mattheus Smallegange. Hij suggereerde dat het wellicht ooit een heidense cultusplaats was geweest.
- De naam Eliwerve is een verbastering van Hillewerve, de familie die het stenen huis uit de 15e eeuw in bezit had.
- In de 20e eeuw kreeg de motte de naam Wijnberg vanwege de aanwezige druivenbeplanting.

Aldegonde · Kasteel van Axel · Baarland · Baarsdorp · Barbestein · Biervliet · Bieweg · Blodenburg · Huis der Boede · Brijdorpe · Bruëlis · 't Burchtje · Burggravensteen · Buttinge · Coxijde · Crayenstein · Duinbeek · Duivelsberg · Ellewoutsdijk · Filippenburg · Geersdijk · Gistellis · Gravenhof · Slot Haamstede · Kasteel Hellenburg · Herkestein · Heuvelsweg · Hoge Huis · Ter Hooge · Hoogkamer · Kats · Kind van Trente · Kleverskerke · Kortgene · Kreke · Kruiningen · Laterdale · Lodijke · Maalstede (Hulst) · Maalstede (Kapelle) · Magdalon · Hof Ter Moere · Moermond · Te Mortiere · Muiden · Hof ter Nisse (Nisse) · Hof ter Nisse (Ossenisse) · Oostende · Oostende (Goes) · Oosterstein · Poelvoorde · Poortvliet · Popkensburg · De Pottere · Poucques · Pronkenburg · Ravenstein · Saeftingher Slot · Kasteel van Sint-Maartensdijk · Schengen · Sluis · Smallegange · Stavenisse · Tolhuis van Iersekeroord · Huus ter Tolne · Torenberg · Torenhoeve · Toren van Bourgondië · Troye · Valkenisse · Vinninghen · Vlissingen · Voorhoute · Waarde · Watervliet · Weldamme · Welland · Huis te Werf · Te Werve · Westenschouwen · Westhove · Westkerke · Windenburg · Zandenburg · Zwanenburg